# Ectatomma goninion
Ectatomma goninion is een mierensoort uit de onderfamilie van de Ectatomminae. De wetenschappelijke naam van de soort is voor het eerst geldig gepubliceerd in 1982 door Kugler, C. & Brown.